# Adolf Franz Schmal starší

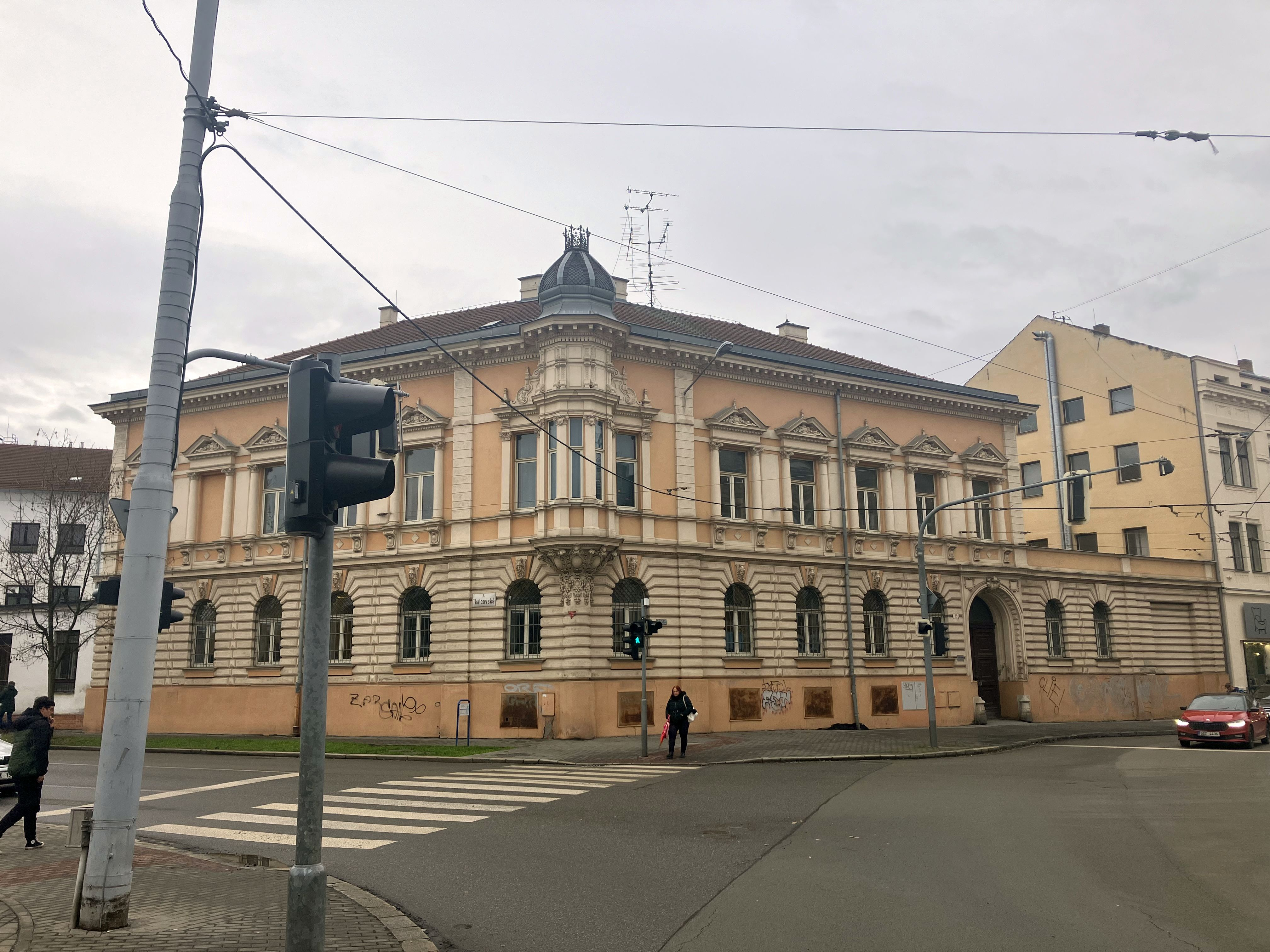
Budova bývalé firmy Schmal v Brně (snímek z roku 2023)

Adolf Franz Schmal starší (20. března 1852 Židenice – 17. prosince 1931 Brno) byl podnikatel v brněnském textilním průmyslu.

## Podnikatelská činnost
Jeho otec Adolf Florian Schmal byl majitelem barvírny v Brně-Židenicích, s manželkou Helenou Schmalouvou (dcerou továrníka a majitele statku v Polsku) měl šest dětí.
Schmal založil jako obchodník s vlněným zbožím v roce 1880 firmu na výrobu vlněných textilií. Výrobní provoz se 30 zaměstnanci byl nejdříve umístěn v pronajatých prostorách v Brně na Cejlu č. 74 , v roce 1884 pak nechal postavit na Cejlu č. 64 novou budovu s výrobním provozem  vybaveným 80 moderními tkacími stroji a úpravnou tkanin, kde zaměstnával od 90. let asi 100 a později až 200 dělníků. Firma Schmal tak dosáhla průměrnou velikost tehdejších cca 50 textilních podniků v Brně. Ve tkalcovně se vyrábělo jemné zboží z  česané vlny pro civilní i vojenské svrchní oděvy, které se vyváželo do různých evropských států a do USA. Údaje o výsledcích hospodaření firmy nebyly nikdy publikovány. 
V roce 1911 byl změněn status firmy na veřejnou obchodní společnost, společníkem se stal Schmalův syn Adolf Franz. Ten však upadl v 1. světové válce do ruského zajetí (kde v roce 1919 zemřel), jeho matka Helena Schmalová převzala prokuru podniku. Po smrti manžela v roce 1931 se stala jedinou majitelkou, prokura byla současně udělena vnukovi Theodoru Dillovi, který se stal v roce 1941 jediným majitelem firmy. Ve stejném roce musel Dill narukovat do wehrmachtu, o jeho dalších osudech a vývoji firmy až do konce války chybějí dostupné údaje. 
V roce 1945 byla do firmy Schmal nasazena národní správa (správce Hložánek, dosavadní dezinatér firmy) a v roce 1946 byla konfiskována československým státem. V roce 1948 byly prostory firmy uvolněny pro Textilní ústav československý, část bývalé Schmalovy výroby byla přemístěna do jiných brněnských podniků. 
Sídlem firmy a bydlištěm bývalých majitelů byl Schlmalův palác na ulici Cejl. Tento „palác“ ve stylu francouzské neorenesance byl postaven v roce 1884 podle návrhu architekta  Nebehostenyho.